# Sup chocholatý
Sup chocholatý (Trigonoceps occipitalis) je druh supa z čeledi jestřábovití (Accipitridae). Dle Mezinárodní svaz ochrany přírody je řazen mezi kriticky ohrožené druhy.

## Systematika
Patří do monotypického rodu Trigonoceps. Je příbuzný supům z rodů Aegypius, Gyps, Sarcogyps a Torgos. Supové z rodů Aegypius, Sarcogypus, Trigonoceps a Aegypius mohou tvořit spíše jediný rod. Supa chocholatého popsal William John Burchell v roce 1824. 

## Výskyt
Sup chocholatý je ptákem afrotropické oblasti. Vyskytuje se v subsaharské Africe od Senegalu přes Etiopii a východ Afriky až po Jihoafrickou republiku. K životu dává přednost suchým nížinným lesům nebo savanám se stromy, někdy pouštním oblastem. V Etiopii však žije ve větších výškách až do 4000 m n. m. Žije především tam, kde roste baobab prstnatý (Adansonia digitata), jenž je oblíbeným místem ke stavbě hnízd. Vyhýbá se oblastem osídlených lidmi.

## Popis
Sup chocholatý je menším druhem supa, měří až 85 cm a váží 3,3 až 5,3 kg. Rozpětí křídel dosahuje 230 cm. Samci a samice dosahují přibližně stejné velikosti. Ostré zakřivené pařáty slouží k úchopu a párání. Křídla jsou uzpůsobena k plachtění. Sup chocholatý patří mezi nejbarevnější supy Afriky. Tělo, ocas a křídla mají černé zbarvení, nohy jsou růžové, „kalhotky“ bílé. Bílé zbarvení má i peří na hlavě, okolo očí se rozprostírá růžová kůže. Červený silný zobák je lemován modrým ozobím. Mláďata jsou tmavohnědá, s bílou hlavou.

## Chování

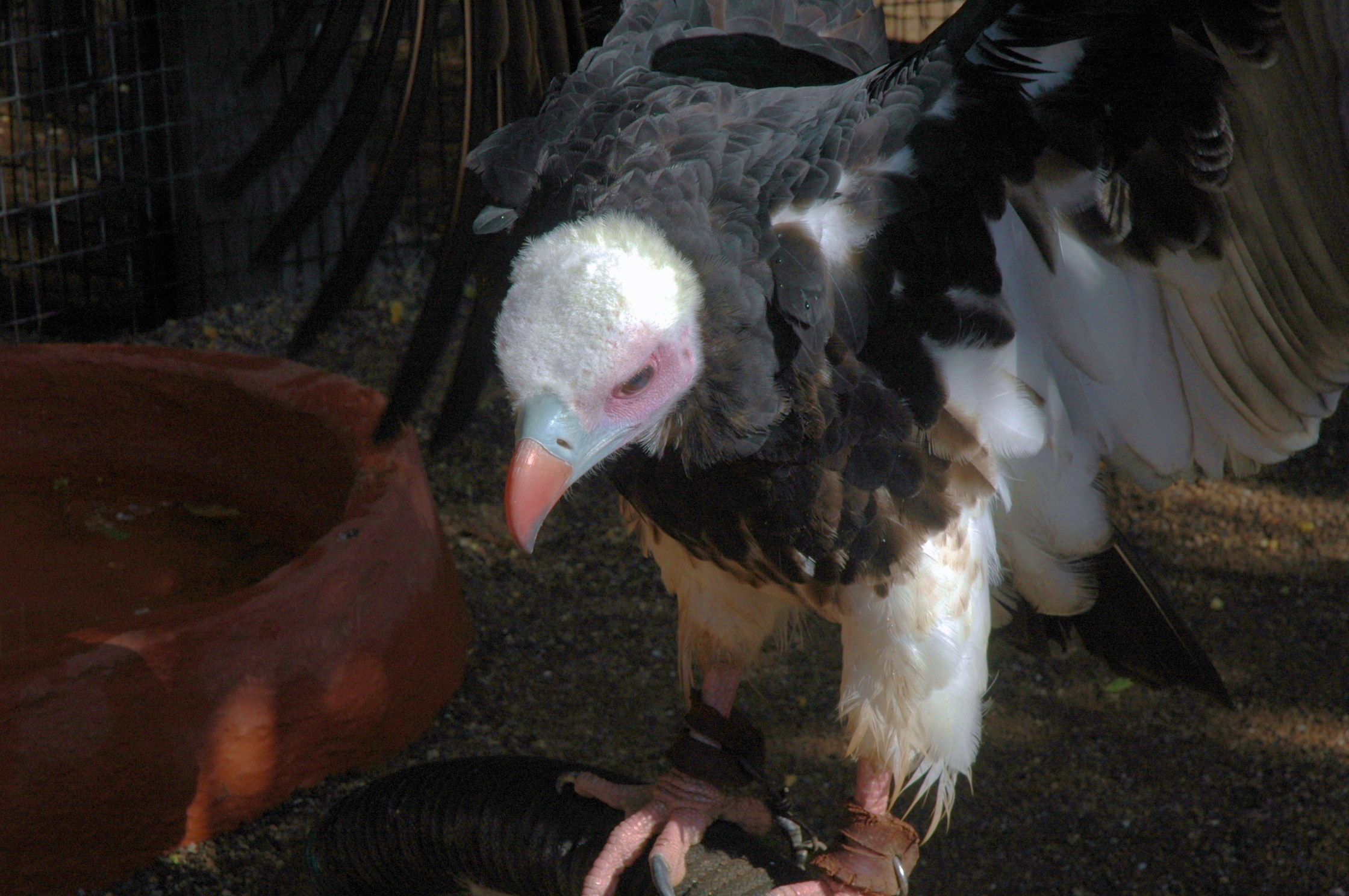
Sup chocholatý (Parque Las Águilas, Tenerife)

Sup chocholatý žije samostatně nebo v párech, přičemž není stěhovavý. Probouzí se obvykle dříve než ostatní druhy supů, a u zabitých zvířat proto ráno bývá mezi prvními mrchožrouty. Je tichý a vrčivé zvuky vydává pouze při chránění potravy. Tu tvoří převážně čerstvě uhynulá zvířata, která vyhledává při plachtění nad krajem, dovede však také aktivně zabíjet některé tvory, jako drobné plazy nebo plameňáky. Prakticky nikdy se nekrmí ve skupinách, po příletu ostatních druhů supů se obvykle stáhnou a vydobytý příděl potravy požírají stranou. V případě napadení sup vyskakuje do vzduchu a útočí na narušitele pařáty.
K rozmnožování dochází jednou ročně, převážně během období sucha (od května do srpna). Do hnízda na vysokém stromě, které je tvořeno klacky, samice klade jediné vejce. Někdy používá hnízdní pár více hnízd a o starají se o ně střídavě. Doba inkubace trvá 55 až 56 dní, poté se vyklube mládě, kterému rodiče po dobu 115 dnů vyvrhují potravu. Asi po půl roce se mládě opeří.

## Ohrožení
Za hlavní hrozby je považována přeměna přirozeného prostředí a úbytek středně velkých savců. Rovněž otravy, ať už náhodné nebo úmyslné, a obchod do tradiční medicíny snižují početnost supa chocholatého. Kvůli malé populaci a rychlému poklesu je sup chocholatý řazen mezi kriticky ohrožené druhy. Před tím (2012) byl hodnocen jako zranitelný. Celková populace k roku 2021 čítá podle odhadů Mezinárodního svazu ochrany přírody max. 10 000 dospělců a dramaticky klesá (téměř o 90 % během tří generací).
Druh je zapsán na II. přílohu Úmluvě o mezinárodním obchodu s ohroženými druhy volně žijících živočichů a rostlin a chráněn v řadě afrických států.